# 8×50 mm R Mannlicher
8×50 мм R Mannlicher — калібр і набій гвинтівок, розроблений у 1888 році і прийнятий на озброєння Австро-Угорщиною. Широко використовувався у часи Першої світової війни. Випускається і дотепер під назвою IOF.315 Sporting Rifle.